# Odontotrypes kalabi
Odontotrypes kalabi es una especie de coleóptero de la familia Geotrupidae.

## Distribución geográfica
Habita en Sichuan (China).